# Theo Vennemann
Theo Vennemann, né le 27 mai 1937 à Oberhausen (Rhénanie-du-Nord-Westphalie, Allemagne), est un linguiste allemand plus connu pour ses travaux sur la linguistique historique, en particulier ses théories controversées d'un substrat vascon et un superstrat Atlantique des langues européennes.

## Biographie
Theo Vennemann obtient son baccalauréat au lycée Hoffmann-von-Fallersleben-Schule de Brunswick. En 1957, il entreprend des études de mathématiques, physique et philosophie à l'Université de Göttingen.
En 1959, il rejoint l'Université de Marbourg, où il obtient en 1964 son diplôme d'État en mathématiques, en allemand et en philosophie.
Après un séjour à l'Université du Texas à Austin, Theo Vennemann est, de 1965 à 1974, assistant et professeur adjoint à l'université de Californie à Los Angeles où il obtient son doctorat en 1968 sur la phonologie allemande.
De 1974 à 2005, il est professeur de linguistique germanique et théorique à l'université de Munich.
Il a également été invité comme professeur plusieurs fois à Salzbourg, à l'université libre de Berlin et à l'université d'État de New York.
Depuis 1996, Theo Vennemann est également membre du conseil municipal de Ried.

## Théories sur la préhistoire des langues européennes
Les affirmations controversées de Theo Vennemann sur la préhistoire des langues européennes sont les suivantes :
- une langue ancestrale de la famille du basque (la famille vasconique) constitue le substrat des langues européennes, notamment les langues germaniques, celtiques et italiques. Il affirme que cela pourrait être attesté par divers mots d'emprunt, des toponymes et des caractéristiques structurelles comme le word-initial accent ;
- l'origine linguistique de l'hydronymie paléo-européenne, traditionnellement considérée comme faisant partie des langues indo-européennes, est classée comme vascon par Vennemann ;
- de nombreux toponymes qui sont traditionnellement considérés comme indo-européens en raison de leurs mots de tête indo-européens sont plutôt des noms qui ont été adaptés aux langues indo-européennes grâce à l'ajout d'un suffixe ;
- La langue punique, langue sémitique parlée à Carthage, est un superstrat des langues germaniques. Selon Vennemann, les Carthaginois ont colonisé la région de la mer du Nord entre le VIe et le IIIe siècle av. J.-C., ce qui est attesté par de nombreux mots d'emprunt sémitique dans les langues germaniques, ainsi que par des caractéristiques structurelles telles que les verbes forts germaniques, et des similitudes entre la religion nordique ancienne et la religion sémitique ancienne. Cette théorie remplace son ancienne théorie d'un superstrat d'une langue inconnue langue sémitique appelée « atlantique » ;
- la langue sémitique est un substrat des langues celtiques, comme le montrent certaines caractéristiques structurelles du celtique, en particulier le manque de datif ;
- l'alphabet runique est directement dérivé de l'alphabet phénicien utilisé par les Carthaginois, sans intervention de l'alphabet grec ;
- la mutation consonantique germanique (loi de Grimm) est datée du VIe et le IIIe siècle av. J.-C., comme en témoigne le fait que certains mots présumés d'origine punique y ont participé.

## Réceptions critiques
L'ouvrage de Theo Vennemann Europa Vasconica - Europa Semitica a été examiné dans la revue Lingua par les linguistes Philip Baldi et B. Richard Page, qui ont fait des rejets motivés d'un certain nombre de ses propositions. Néanmoins, ils ont conclu en disant :
« Nous espérons que cet examen a indiqué clairement que, même si nous sommes en désaccord avec une partie de ce que Vennemann a proposé, nous applaudissons ses efforts pour réévaluer le rôle et l'importance du contact des langues dans le développement des langues indo-européennes en Europe. Nous restons impatients d'en apprendre davantage sur cette approche fascinante de la préhistoire des langues et de la culture européenne. »
— Philip Baldi et B. Richard Page
Vennemann a suggéré que la langue des hydronymes paléo-européens était agglutinante et pré-indo-européenne ; cependant, cela s'oppose à l'idée plus couramment acceptée selon laquelle les hydronymes sont d'origine indo-européenne, et la théorie de Theo Vennemann a été qualifiée de « gravement défectueuse ». Peter Kitson critique en particulier les limites de l'explication laryngaliste de Vennemann. Ainsi, parmi les racines reconstruites par Vennemann, *iz- « eau » ne paraît pas pouvoir être identifiée à une racine originellement basque, et *drava-, *kara-, *pala- ou *vara- ne sont pas des racines proto-basques possibles (puisqu'en basque archaïque il n'y a pas de mots en dr- ou p-, v-, et k- est extrêmement restreint). En revanche, les nombreux hydronymes du type Isara ont été analysés avec pertinence par des spécialistes de l'indo-européen qui rejettent implicitement l'existence d'une racine *iz dans Isara. En effet, Isara à l'origine des hydronymes Yser, Isar, Isère, Oise, etc. signifierait « l'impétueuse, la rapide », car ce terme évoque immédiatement l'indo-européen *isərós [ish-rós] « impétueux, vif, vigoureux » que postulent les termes sanskrit isiráh, même sens, grec hieros « sacré », etc. et repose sur une racine indo-européenne *eis(ə)- et non pas paléo-européenne *iz. De même, l'idée d'une racine paléo-européenne *vara recouvre en fait la racine indo-européenne uōr- (base ur-) > *uār- « eau » postulée par le sanskrit var, vari « eau », le louvite war-, le vieux norois vari, etc. Cette racine a probablement existé en celtique comme en témoignent l'ethnonyme Trévires (Trēueri) et le vieil irlandais treóir « passage ou lieu de passage d'un cours d'eau », d'un celtique *trē-uori-.
Le linguiste bascophone Txomin Peillen a, sur la base du basque, contesté les racines basques utilisées, dénonçant de nombreux mésusages de ces racines. En particulier pour les hydronymes.  D'une part les basques ne divinisèrent pas le nom des rivières et fleuves, mais ne leur donnèrent que des noms communs. D'autre part la racine *iz est impropre car ne désigne que des eaux statiques ou des liquides corporels, c'est une autre racine en *ur qui a servi à désigner les eaux courantes.

## Œuvres
Quelques ouvrage de Theo Vennemann :
- (de + en) Theo Vennemann et Patrizia Noel Aziz Hanna, Europa Vasconica, Europa Semitica., Berlin, New York, De Gruyter Mouton - Walter de Gruyter, coll. « Trends in Linguistics: Studies & Monographs », juillet 2003, 977 p. (ISBN 3-11-017054-X et 9783110170542)

- (de) Theo Vennemann, Alfred Bammesberger, Markus Bieswanger et Joachim Grzega, Languages in Prehistoric Europe, Heidelberg, Universitätsverlag Winter, janvier 2004, 364 p. (ISBN 978-3-8253-1449-1)

### Sources
- (de)/(en) Cet article est partiellement ou en totalité issu des articles intitulés en allemand « Theo Vennemann » (voir la liste des auteurs) et en anglais « Theo Vennemann » (voir la liste des auteurs).
- (en) Philip Baldi et B. Richard Page, « Review " Europa Vasconica-Europa Semitica" Theo Vennemann, Gen. Nierfeld », Lingua, no 116,‎ 2006, p. 2183–2220 (lire en ligne)
- François-Pierre Schneider, « Les modes de communication à la préhistoire (Quelle a été la langue de l'homme de Cro-Magnon) », La Marche de l'Histoire, no 4,‎ février 2013, p. 32-34 (ISSN 2259-8243)